# Non moritur quicumque sui monumenta reliquit
 Non moritur quicumque sui monumenta reliquit лат. (изговор: нон моритур квикумкве суи монумента реликвит). Не умире онај ко је послије себе спомен оставио.

## Поријекло изреке
Није познато ко је ову изреку смислио.

## Значење
Умиру само они са чијом се смрћу  и сјећања  на њих гасе. Они који за собом не остављају ни спомен.

## Хорације о истом
Non omnis moriar  – "Нећу сав умријети!" Каже велики римски пјесник Хорације

## У српском језику
"Благо оном ко довијека живи, имао се рашта и родити" каже велики српски мислилац, пјесник и црногорски владар и владика Петар II Петровић Његош у спјеву Горски вијенац мислећи на људско дјело које једино надживљава човјека.